# Oberpfaffenhofen

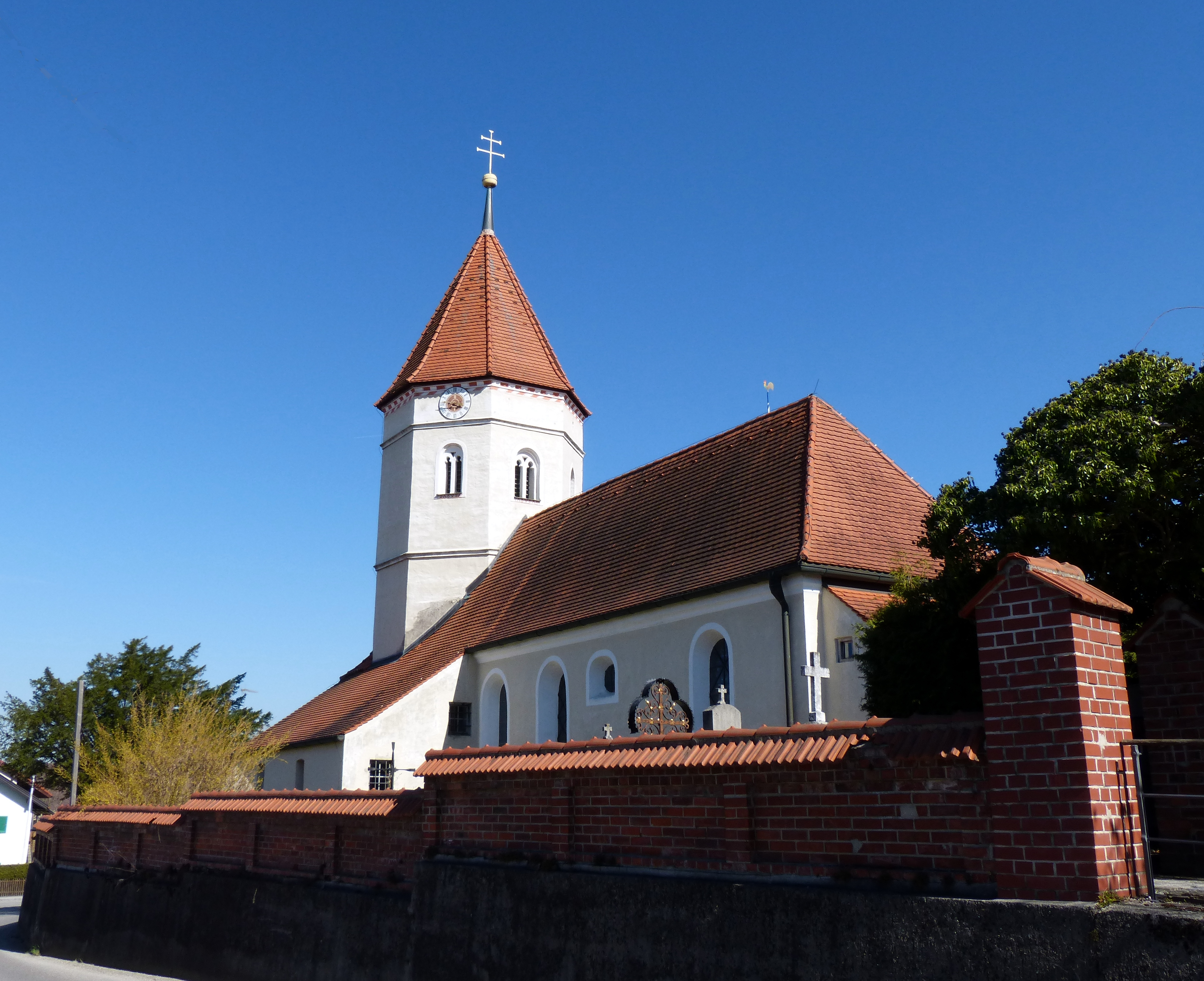
Alte Pfarrkirche St. Georg in Oberpfaffenhofen

Oberpfaffenhofen ist ein Ortsteil der oberbayerischen Gemeinde Weßling im Landkreis Starnberg.

## Geschichte
Die ehemals selbstständige Gemeinde Oberpfaffenhofen wurde 1976 im Zuge der Gemeindegebietsreform durch Eingemeindung zu einem Ortsteil von Weßling. Letzter amtierender Bürgermeister (ehrenamtlich) von 1960 bis 1975 war der Landwirt Alfons Schönwetter (* 1912; † 1995).
Das Pfarrdorf Oberpfaffenhofen hatte 1278 Einwohner zum Stand der Volkszählung vom 25. Mai 1987. Zur früheren Gemeinde Oberpfaffenhofen gehörte mit 45 Einwohnern auch das Dorf  Weichselbaum.

## Sehenswürdigkeiten
- Katholische Pfarrkirche St. Georg

## Flugplatz Oberpfaffenhofen

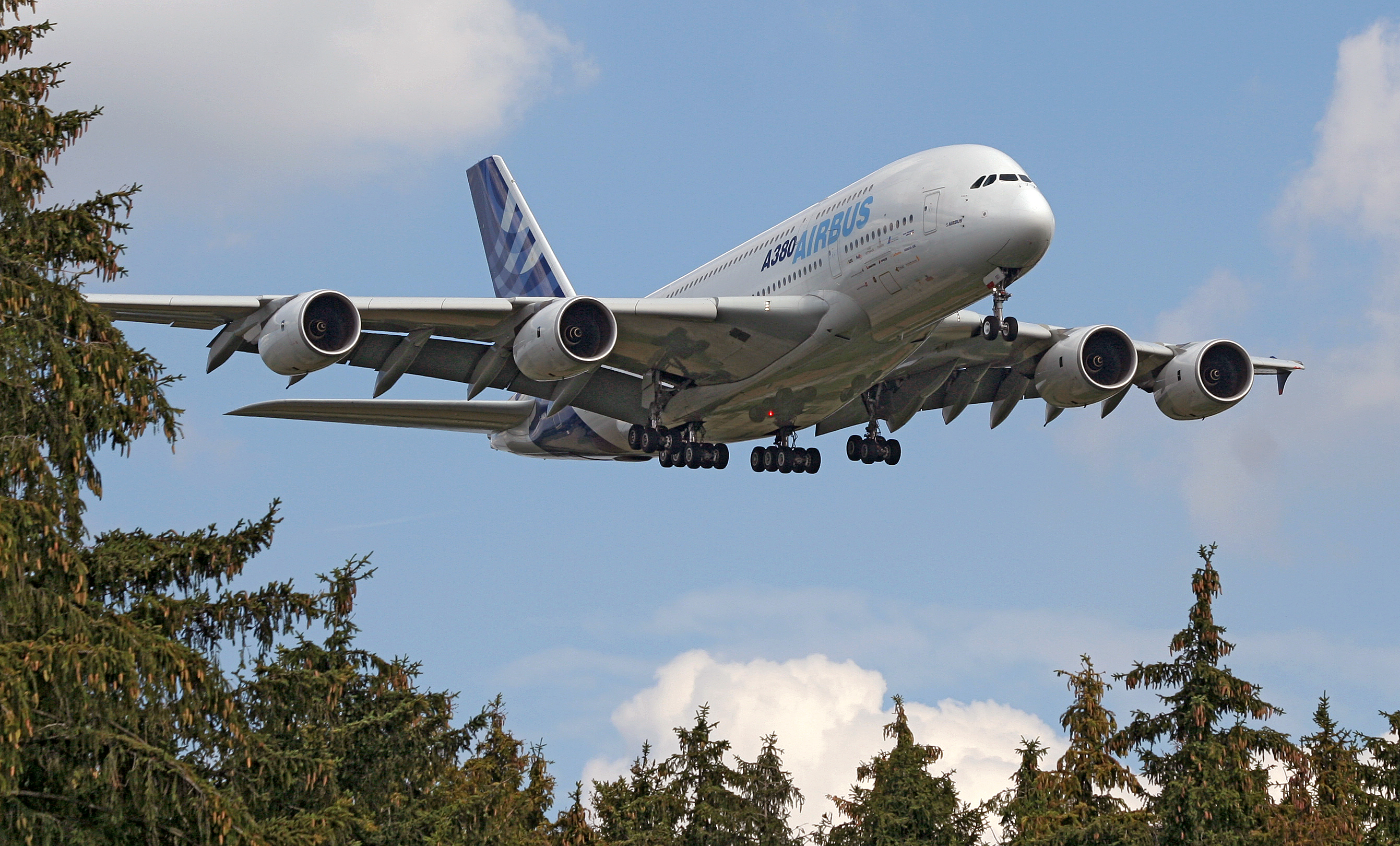
A 380 im Anflug auf den Sonderflughafen Oberpfaffenhofen

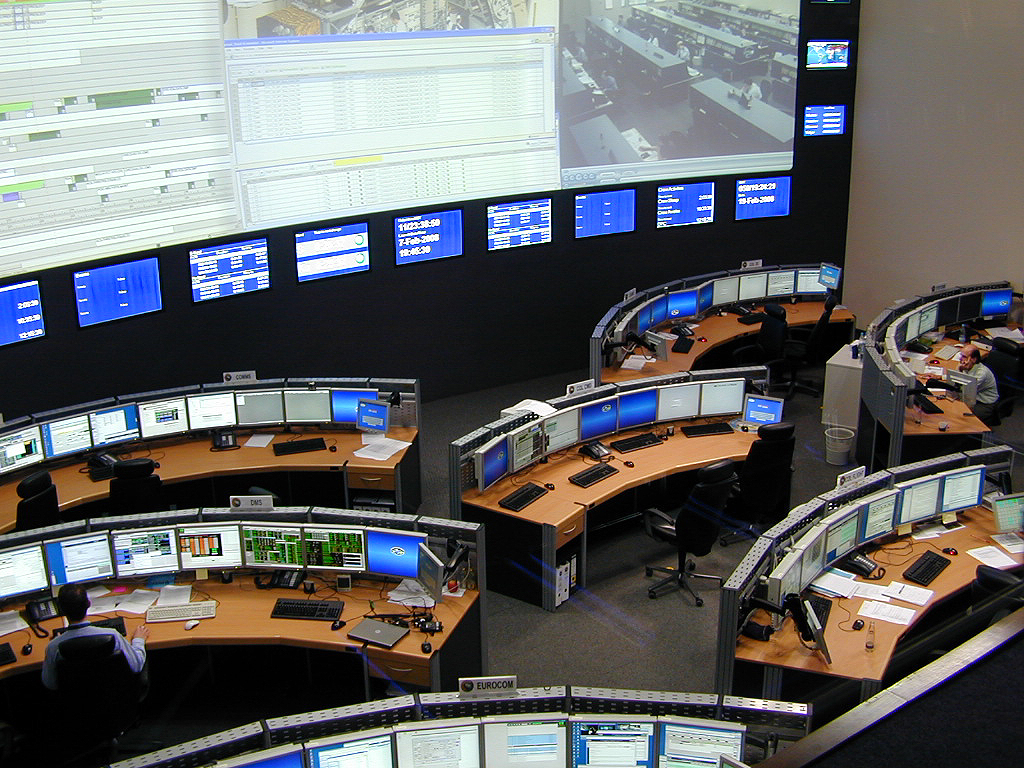
Deutsches Raumfahrt-Kontrollzentrum (GSOC) in Oberpfaffenhofen

Im Ortsteil Oberpfaffenhofen befindet sich der Flugplatz Oberpfaffenhofen, der 1936 gebaut und bis zum Jahr 2000 von der Firma Dornier-Werke als Werksflughafen betrieben wurde. Er ist heute im Besitz der BeWo, einem joint-venture der Beso, Berlin, und der Triwo, Trier, und wird durch eine Betriebsgesellschaft (EDMO-Flugbetrieb GmbH) gemanagt. Es handelt sich um einen Sonderflughafen an den Koordinaten 48° 4′ 53″ N, 11° 16′ 59″ O.
Um den Flugplatz gruppieren sich eine Reihe von Gewerbegebieten und Forschungseinrichtungen, unter anderem das Deutsche Zentrum für Luft- und Raumfahrt e. V. (DLR) mit dem  Raumfahrt-Kontrollzentrum, das mit einem Forschungsflugbetrieb die Anbindung an den Sonderflughafen nutzt. Mehrere Forschungsflugzeuge, von einer einmotorigen Cessna 208 über die zweimotorigen Turboprops vom Typ Dornier 228 bis hin zu einem zweistrahligen Jet (Falcon 20E) fliegen von hier aus überwiegend im Auftrag von Fernerkundung und Klimaforschung weltweit. Auftraggeber oder Beteiligte kommen dabei üblicherweise aus den Forschungsinstituten des Standortes Oberpfaffenhofen (z. B. Institut für Physik der Atmosphäre) und vielen deutschen bzw. europäischen Universitäten und Forschungseinrichtungen.
Die Forschungsinstitute des Standortes DLR Oberpfaffenhofen beschäftigen über 1600 vorwiegend wissenschaftliche Mitarbeiter.
Vorgänger dieser Forschungseinrichtung war das Flugfunkforschungsinstitut Oberpfaffenhofen (FFO), das 1937 von Max Dieckmann gegründet wurde.
Eines der beiden Hauptkontrollzentren des Satellitennavigationssystems Galileo der ESA befindet sich auf dem Gelände des DLR.
Des Weiteren ist dort die Firma RUAG als Nachfolgefirma des militärischen und zivilen Betreuungsbereiches der ehemaligen Dornier Luftfahrt GmbH beheimatet.

## Persönlichkeiten
- Heinrich Kiel (1877–1967), niederländischer Landschafts- und Porträtmaler, lebte und wirkte in Oberpfaffenhofen.